# Jean-Luc Moudenc
Jean-Luc Moudenc (Toulouse, 19 de julio de 1960) es un político francés del partido conservador Unión por un Movimiento Popular (UMP). Fue alcalde de Toulouse entre 2004 y 2008.

## Biografía
Licenciado en ciencias sociales por la Universidad de Toulouse se presentó por primera vez a las municipales en 1984 en las listas de Dominique Baudis (en aquel momento presidente de la región de Mediodía-Pirineos). En 1987 es elegido consejero municipal, siendo el más joven de todo el consistorio. Sería reelegido en 1989, 1995 y 2001.
Ha ocupado cargos en los ayuntamientos de Lourdes y Toulouse, así como en los consejos generales del departamento de la Alta Garona y de la región de Mediodía-Pirineos. Desempeñando entre otro cargos el de director del Canal del Midi y las sociedades de metro (SMAT) y transportes (SMTC) de la Aglomeración tulusana.
En 2002 se une a la UMP en el momento de su constitución.
En 2004 tras el nombramiento por parte de Jean-Pierre Raffarin del entonces alcalde Philippe Douste-Blazy como ministro de sanidad es elegido alcalde por el consejo municipal, puesto que conserva hasta las siguientes elecciones municipales en 2008 donde la ciudad pasa a manos de la izquierda tras varias décadas de gobierno de la UMP.